# Forza Horizon
Forza Horizon – komputerowa gra wyścigowa w otwartym świecie wyprodukowana przez brytyjskie studio Playground Games oraz amerykańskie Turn 10 Studios. Gra została wydana 23 października 2012 przez Microsoft Studios na Xbox 360, jest spin-offem serii Forza Motorsport.

## Fabuła
Akcja gry rozgrywa się w amerykańskim stanie Kolorado, w trakcie festiwalu muzyczno–samochodowego Horizon Colorado 2012.

## Rozgrywka
Gra została osadzona w otwartym świecie. W grze zawartych zostało kilka trybów gry, takich jak: wyścigi po zamkniętych torach przez kilka okrążeń i na zwykłych drogach oraz rajdy po bezdrożach. W grze występuje tryb dnia i nocy.
Za zwycięstwa w wyścigach gracz otrzymuje kredyty, za które może kupić licencjonowane samochody (może zakupić je także poprzez mikrotransakcje). Gracz może tuningować swoje samochody, co pozwala na poprawienie ich osiągów.
W grze zawarty został tryb gry wieloosobowej umożliwiający grę przez Internet.